# 国家相关列表
本列表通常列举与主权国家相关的列表，也包括部分非主权国家相关列表。

## 部分国家条目
主要条目
- 行政区划
- 政治

其他
- 目前的国家元首和政府首脑
- 选举结果
- 旗帜
- 情报机构
- 立法机关
- 军事
- 国歌
- 首都
- 国家宪法
- 国徽
- 各国政府
- 国家格言
- 领袖
- 政党
- 政府系统

## 主题（按国家排序）
- 航空公司
- 面积
- 战役
- 大教堂
- 坟场
- 城市
- 教育
- 紧急避孕
- 岛屿
- 地图
- 轨道交通
- 单轨铁路系统
- 音乐风格
- 国家公园
- 报纸
- 諾貝爾獎得主
- 小说家
- 官方语言
- 民族
- 人口
- 卖淫
- 铁路运输
- 铁路公司
- 宗教
- 学校
- 郊区和通勤铁路系统
- 电视
- 电车和轻轨交通系统
- 大学和学院
- 世界遗产

## 更多与国家相关列表
- Adjectival and demonymic forms of place names
- 武装部队
- 部队徽章
- 电话区号
- 国家名称的词源
- 离婚率
- FIPS国家代码
- 前国家首都
- 国内生产总值 (GDP)
- 人均国内生产总值
- 货币汇率
- 人類發展指數 (HDI)
- 国际排名
- 互联网顶级域名（TLD）
- 奧委會國家編碼
- ISO国家代码
- 最常见的姓氏
- Sovereign states by year
- 最高建築物
- 国际顶级排名
- 联合国会员国
- 投票系统

## 其他
- 欧盟成员国
- Former countries in Europe after 1815
- IQ
- 船舶前缀
- 国名与首都变动的时间轴（英语：Timeline of country and capital changes）

|  | 本条目是列表索引。 |